# Virksomhedskultur
Virksomhedskultur er de kutymer, ritualer og indbyrdes "aftaler", som virksomheder har – uden nødvendigvis at tale om dem. De kan være rygraden i måden, virksomheden fungerer på, og afgørende for succes eller fiasko, fordi de præger enhver handling og beslutning. Eksempelvis kan en ny direktør hurtigt ændre "ånden" i virksomheden, i positiv eller negativ retning. Det er fordi virksomhedens kultur med ét slag bliver ændret. Og det er muligt at ændre på disse grundlæggende faktorer ved en bevidst indsats. I mange år arbejdede eksterne specialister for virksomheder, der ønskede at forbedre deres interne kultur.

## Kulturteori
Kulturteorien opstod i starten af 1980’erne, hvor man begyndte man at opfatte kultur som metafor for organisationen/virksomheden. Der indtraf to kulturbølger og grundtanken bag første bølge var, at kultur er noget en organisation har, og på den måde noget man bygger. Grundtanken bag anden bølge derimod var, at kultur er noget en organisation er. Således opfattede man i forbindelse med første bølge kultur som en ”ting” der skal styres, hvorimod man i forbindelse med anden bølge snarere anså kultur som de stykker af værdier, metoder, historier og artefakter der udgør en organisation til ”det den er”.

## Schein
I relation til første bølge, gør den amerikanske videnskabsmands Edgar Schein sig gældende. Han var interesseret i lederens rolle i forbindelse med udviklingen og vedligeholdelsen af virksomhedskultur og han anså kultur som et gruppefænomen. På den baggrund opstillede han en kulturmodel. Modellen inddeler kultur i tre forskellige niveauer i forhold til graden af synlighed for observatøren. Hans opdeling i niveauer strækker sig fra de meget håndgribelige og tydelige manifestationer til de mere ubevidste og grundlæggende antagelser, der defineres som kulturens kerne :
- Artefakterne er de mest synlige i modellen og består af det fysiske og sociale miljø, som en virksomheds medlemmer har skabt. Eksempler på artefakter er; arkitektur, møbler, teknologi, påklædning, skriftlige dokumenter, kunst mv.
- De underliggende værdier repræsenterer en mosaik af præferencer idéer om hvordan tingene ”burde” gøres i virksomheden. Det er ikke selve organisationen der besidder disse værdier, men derimod de enkelte individer i organisationen. Ledelsens værdier spiller dog en kritisk rolle i forbindelse med skabelsen af en virksomheds kultur.
- De grundlæggende antagelser er det dybeste og mindst synlige niveau i modellen. Dette omhandler de kerneantagelser, som individuelle personer i en gruppe har omkring verden og hvordan den fungerer.[3]

Hvis en grundlæggende antagelse er stærkt forankret i en gruppe, vil medlemmerne opfatte enhver adfærd, baseret på et andet grundlag, som uforståelig. Der er derfor tale om de implicitte antagelser, som rent faktisk styrer adfærden, og som fortæller gruppen, hvordan bestemte ting skal opfattes:
| Citat           | Når vi først én gang har udviklet et sådant integreret set af antagelser, som kan kaldes en tankeverden eller et mentalt landkort, vil vi føle os yderst veltilpasse sammen med personer, der deler det samme sæt antagelser | Citat |
| Edgar H. Schein | |       |